# Tachibana Minkō

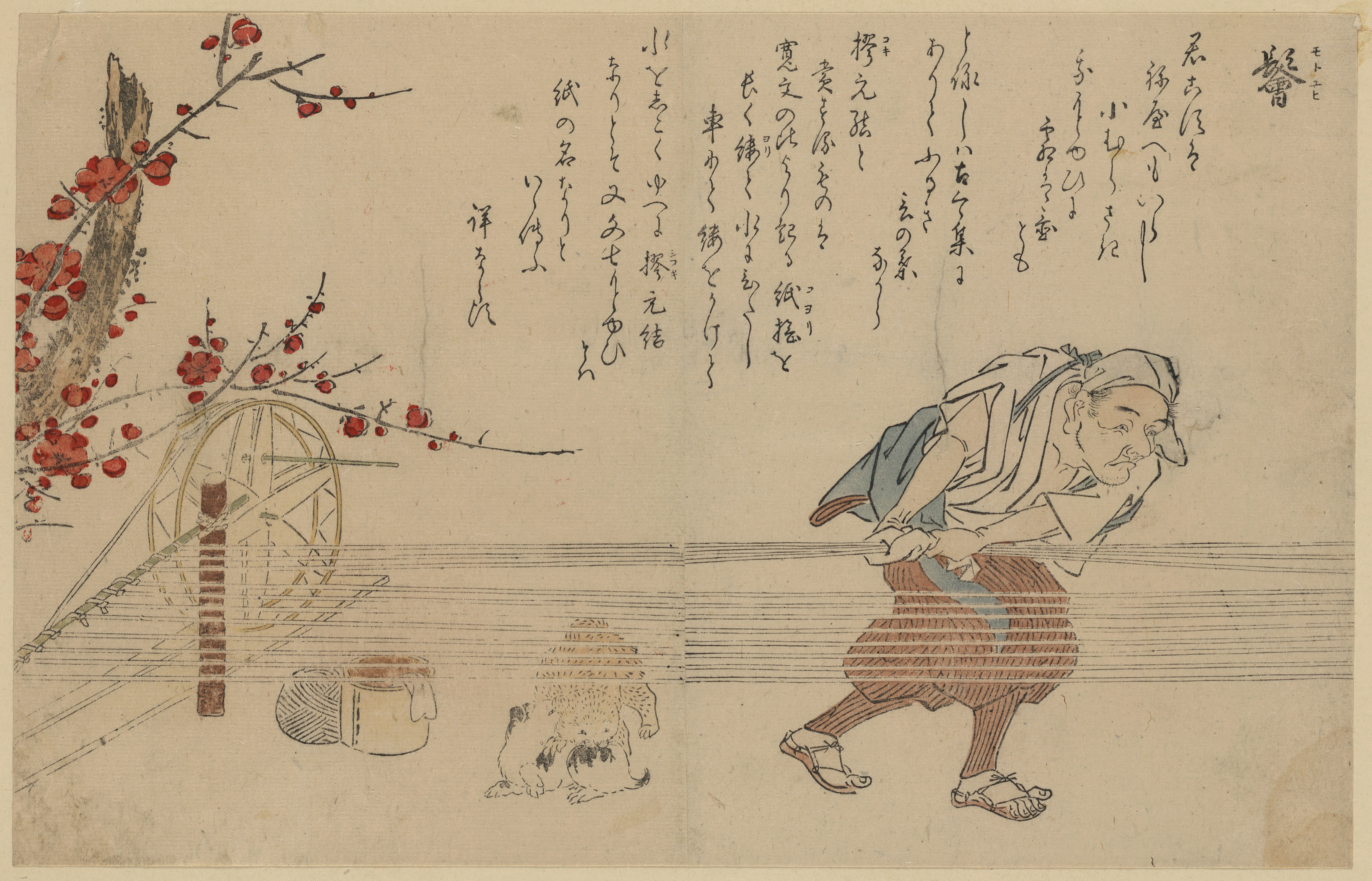
"Cordaio" dal "Saiga shokunin burui", 1771

Tachibana Minkō, noto anche con lo pseudonimo di Gyokujuken (橘岷江?; Osaka, ... – ...; fl. XVIII secolo), è stato un pittore e incisore giapponese, formatosi nell'area artistica del Kamigata ma poi trasferitosi a Edo.

## Biografia
Originario di Osaka, aveva come nome personale quello di Shōkei e fu almeno inizialmente un ricamatore di tessuti. Entrò poi nel giro della famiglia Tachibana, divenendo allievo di Tachibana Morikuni, assumendo di lì in poi anche i soprannomi Tachibana Masatoshi e Gyokujuken. 
Intorno al 1762 si trasferì ad Edo ove nel 1771 pubblicò il libro "Saiga shokunin burui", considerato uno dei più belli dell'epoca; le copie dell'edizione originaria andarono praticamente tutte perdute in un grande incendio avvenuto a Edo l'anno seguente. Il libro venne ripubblicato, in una edizione più qualitativamente scadente, nel 1784, con una prefazione dello scrittore Ōta Nanpo che riporta l'informazione dell'incendio. Si ha notizia della sua attività negli anni '60 e '70 del XVIII secolo. Il suo stile sarebbe stato influenzato inizialmente da Nishikawa Sukenobu e, dopo il suo trasferimento a Edo, da Suzuki Harunobu.